# Gabbay Award
Der Jacob Heskel Gabbay Award in Biotechnology and Medicine ist ein Wissenschaftspreis der 1998 von der Jacob and Louise Gabbay Foundation gestiftet wurde. Der Preis wird vom Rosenstiel Basic Medical Sciences Research Center an der Brandeis University in Waltham (Massachusetts) verwaltet, das auch den Rosenstiel Award vergibt. Die Auszeichnung ist – je nach Zahl der Gewinner – mit 25.000 bis 30.000 US-Dollar dotiert (Stand 2022). Die Gewinner erhalten zusätzlich eine Medaille und sollen an der Brandeis University eine Vorlesung zu ihrer Arbeit halten.
Der Preis wurde unter dem Eindruck gestiftet, dass zahlreiche Wissenschaftspreise vor allem Personen auszeichnen, die bereits breite Anerkennung gefunden haben oder die auf hergebrachten Forschungsgebieten tätig sind. Revolutionäre Fortschritte in der Wissenschaft seien aber oft durch Verbesserungen auf technischem oder instrumentellem Gebiet ausgelöst worden. Daher soll der Gabbay Award Wissenschaftler am Anfang ihrer Karriere auszeichnen, die in akademischer Forschung, im Medizinbetrieb oder der Industrie tätig sind, und deren Arbeit wichtigen praktischen Einfluss auf die biomedizinische Wissenschaft hat.

## Preisträger
- 1998: Patrick O. Brown, Stephen P. A. Fodor
- 1999: David V. Goeddel, Thomas P. Maniatis, William J. Rutter
- 2000: J. Craig Venter
- 2001: J. Michael Ramsey
- 2002: William H. Rastetter, Dennis J. Slamon, Gregory P. Winter (Nobelpreis 2018)
- 2003: Roger Brent, Stanley Fields
- 2004: George M. Whitesides
- 2005: Fred R. Kramer, Sanjay Tyagi
- 2006: Alan Davison, Alun Gareth Jones
- 2007: Mario R. Capecchi (Nobelpreis 2007)
- 2008: Alfred Goldberg
- 2009: Alan H. Handyside, Ann A. Kiessling, Gianpiero D. Palermo
- 2010: Angela Hartley Brodie
- 2011: James P. Allison (Nobelpreis 2018)
- 2012: Patricia Hunt, Ana M. Soto, Carlos Sonnenschein
- 2013: Karl Deisseroth, Gero Miesenböck, Edward Boyden
- 2014: Feng Zhang, Jennifer Doudna (Nobelpreis 2020), Emmanuelle Charpentier (Nobelpreis 2020)
- 2015: Stephen Quake
- 2016: Jeffery W. Kelly
- 2017: James J. Collins
- 2018: Lorenz Studer
- 2019: Michel Sadelain, Dario Campana
- 2020: keine Vergabe
- 2021: C. Frank Bennett, Adrian R. Krainer
- 2022: Jan Steyaert
- 2023: Craig Crews, Raymond Deshaies
- 2024: David R. Liu
- 2025: Jim Wells, Kevan Shokat